# 86e cérémonie des Oscars

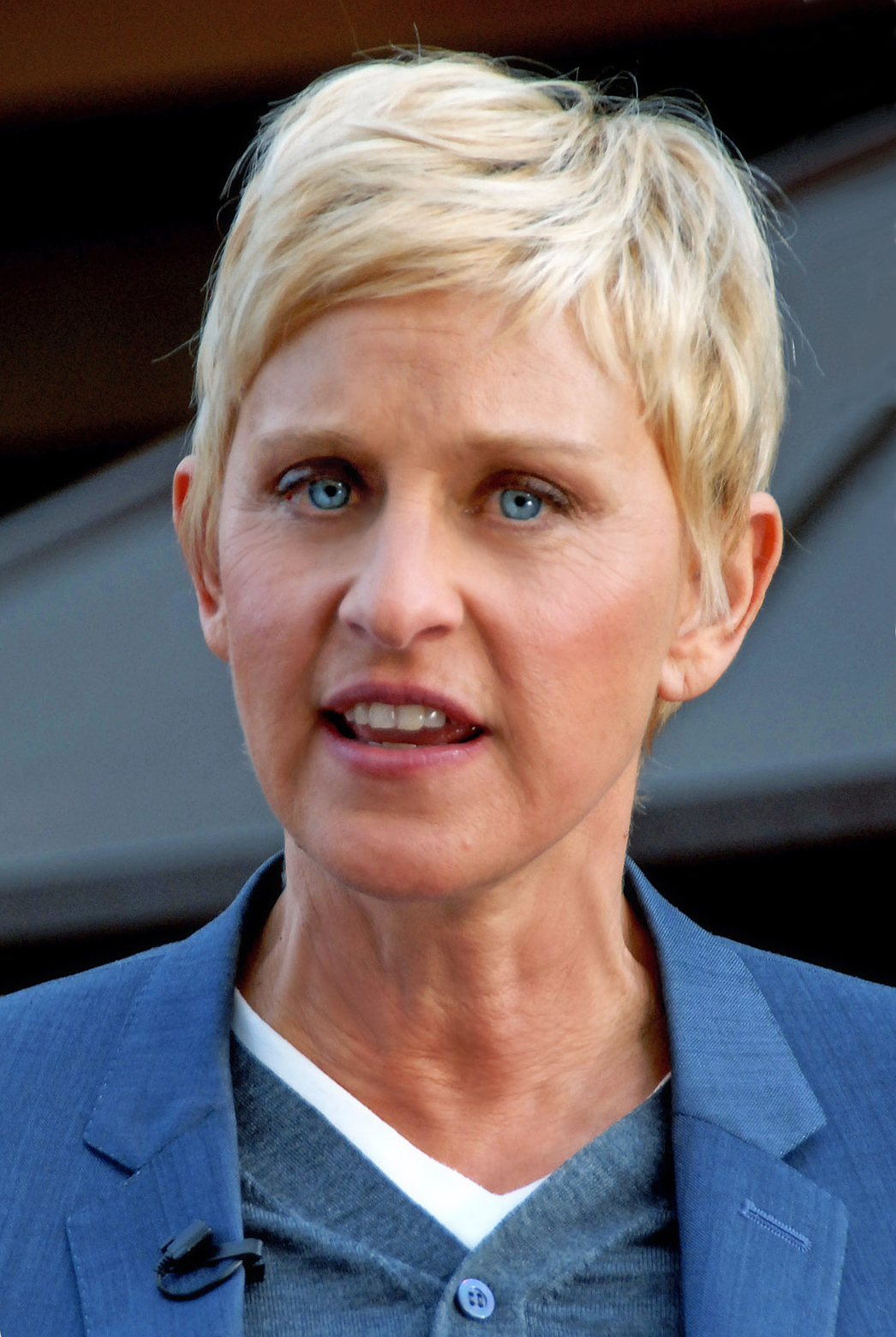
Ellen DeGeneres, maîtresse de la cérémonie.

La 86e cérémonie des Oscars du cinéma (86th Academy Awards), organisée par l'Academy of Motion Picture Arts and Sciences, a lieu le 2 mars 2014 au Dolby Theatre de Los Angeles et récompense des films sortis en 2013.
Diffusée par ABC, elle est présentée pour la seconde fois par Ellen DeGeneres, déjà maîtresse de cérémonie en 2007. Elle se déroule une semaine plus tard que d'habitude pour ne pas être éclipsée par la fin des Jeux olympiques d'hiver de Sotchi. En France, la cérémonie est retransmise par la chaîne de télévision Canal+.
Les nominations (shortlists) ont été dévoilées le 16 janvier 2014,. Les sélections avaient été annoncées en octobre 2013.
Twelve Years a Slave est sacré meilleur film de l'année ; c'est le premier film d'un réalisateur noir (Steve McQueen) qui remporte cette récompense. Pour ce même film,  John Ridley obtient le prix du meilleur scénario adapté et Lupita Nyong'o – dont c’est le premier film – celui de la meilleure actrice dans un second rôle. Alfonso Cuarón est sacré meilleur réalisateur pour Gravity, lequel film remporte sept statuettes sur dix nominations, principalement des Oscars techniques. Matthew McConaughey et Jared Leto remportent respectivement l'Oscar du meilleur acteur et celui du meilleur acteur dans un second rôle pour leurs prestations dans Dallas Buyers Club. La décoratrice et créatrice de costumes Catherine Martin remporte deux Oscars pour ses apports dans Gatsby le Magnifique alors que La Reine des neiges repart avec l'Oscar du meilleur film d'animation et celui de la meilleure chanson originale.

## Présentateurs et intervenants
Par ordre d'apparition.
- Ellen DeGeneres, maîtresse de la cérémonie

Présentateurs,
- Anne Hathaway remet l'Oscar du meilleur acteur dans un second rôle
- Jim Carrey introduit un segment sur les films d'animation
- Kerry Washington introduit Pharrell Williams pour Happy
- Samuel L. Jackson et Naomi Watts remettent l'Oscar des meilleurs costumes et des meilleurs maquillages et coiffures
- Harrison Ford introduit trois des films en compétition
- Channing Tatum
- Kim Novak et Matthew McConaughey remettent l'Oscar du meilleur court métrage d'animation et du meilleur film d’animation
- Sally Field introduit un segment sur les films basés sur des histoires vraies
- Emma Watson et Joseph Gordon-Levitt remettent l'Oscar des meilleurs effets visuels
- Zac Efron introduit Karen O et Ezra Koenig pour The Moon Song
- Kate Hudson et Jason Sudeikis remettent l'Oscar du meilleur court métrage en prises de vues réelles et du meilleur court métrage documentaire
- Bradley Cooper remet l'Oscar du meilleur film documentaire
- Kevin Spacey introduit les lauréats des Oscars d'honneur
- Viola Davis et Ewan McGregor remettent l'Oscar du meilleur film en langue étrangère
- Tyler Perry introduit quatre des films en compétition
- Brad Pitt introduit U2 pour Ordinary Love
- Michael B. Jordan et Kristen Bell annoncent les lauréats des Oscars scientifiques et techniques
- Charlize Theron et Chris Hemsworth remettent l'Oscar du meilleur mixage de son et du meilleur montage de son
- Christoph Waltz remet l'Oscar de la meilleure actrice dans un second rôle
- Cheryl Boone Isaacs en tant que présidente de l'Academy of Motion Picture Arts and Sciences
- Amy Adams et Bill Murray remettent l'Oscar de la meilleure photographie
- Anna Kendrick et Gabourey Sidibe remettent l'Oscar du meilleur montage
- Whoopi Goldberg introduit Pink pour Over the Rainbow
- Jennifer Garner et Benedict Cumberbatch remettent l'Oscar des meilleurs décors
- Chris Evans introduit un segment sur les héros du cinéma
- Glenn Close introduit le segment In memoriam
- Goldie Hawn introduit trois des films en compétition
- John Travolta introduit Idina Menzel pour Let It Go
- Jessica Biel et Jamie Foxx remettent l'Oscar de la meilleure musique de film et de la meilleure chanson originale
- Penélope Cruz et Robert De Niro remettent l'Oscar du meilleur scénario adapté et du meilleur scénario original
- Angelina Jolie et Sidney Poitier remettent l'Oscar du meilleur réalisateur
- Daniel Day-Lewis remet l'Oscar de la meilleure actrice
- Jennifer Lawrence remet l'Oscar du meilleur acteur
- Will Smith remet l'Oscar du meilleur film

Intervenants
- Pharrell Williams, interprète Happy de Despicable Me 2[8]
- Karen O, interprète de The Moon Song de Her[9]
- U2, interprète de Ordinary Love de Mandela : Un long chemin vers la liberté (Mandela: Long Walk to Freedom)[10]
- P!nk, interprète Over the Rainbow pour le 75e anniversaire du Magicien d'Oz[11]
- Bette Midler, interprète Wind Beneath My Wings pour le segment « In memoriam »[12]
- Idina Menzel, interprète de Let It Go de Frozen[13]

## Palmarès
Les lauréats sont indiqués ci-dessous en premier de chaque catégorie et en gras.

### Meilleur film
La catégorie du meilleur film récompense les producteurs.
- Twelve Years a Slave – Brad Pitt, Dede Gardner, Jeremy Kleiner, Steve McQueen et Anthony Katagas
  - American Bluff (American Hustle) – Charles Roven, Richard Suckle, Megan Ellison et Jonathan Gordon
  - Capitaine Phillips (Captain Phillips) – Scott Rudin, Dana Brunetti et Michael De Luca
  - Dallas Buyers Club – Robbie Brenner et Rachel Winter
  - Gravity – Alfonso Cuarón et David Heyman
  - Her – Megan Ellison, Spike Jonze et Vincent Landay
  - Le Loup de Wall Street (The Wolf of Wall Street) – Riza Aziz, Leonardo DiCaprio, Joey McFarland et Martin Scorsese
  - Nebraska – Albert Berger et Ron Yerxa
  - Philomena – Gabrielle Tana, Steve Coogan et Tracey Seaward

### Meilleur réalisateur
- Alfonso Cuarón pour Gravity
  - Steve McQueen pour Twelve Years a Slave
  - Alexander Payne pour Nebraska
  - David O. Russell pour American Bluff (American Hustle)
  - Martin Scorsese pour Le Loup de Wall Street (The Wolf of Wall Street)

### Meilleur acteur
- Matthew McConaughey pour le rôle de Ron Woodroof dans Dallas Buyers Club
  - Christian Bale pour le rôle de Irving Rosenfeld dans American Bluff (American Hustle)
  - Bruce Dern pour le rôle de Woody Grant dans Nebraska
  - Leonardo DiCaprio pour le rôle de Jordan Belfort dans Le Loup de Wall Street (The Wolf of Wall Street)
  - Chiwetel Ejiofor pour le rôle de Solomon Northup dans Twelve Years a Slave

### Meilleure actrice
- Cate Blanchett pour le rôle de Jasmine dans Blue Jasmine
  - Amy Adams pour le rôle de Sydney Prosser dans American Bluff (American Hustle)
  - Sandra Bullock pour le rôle du Dr Ryan Stone dans Gravity
  - Judi Dench pour le rôle de Philomena Lee dans Philomena
  - Meryl Streep pour le rôle de Violet Weston dans Un été à Osage County (August: Osage County)

### Meilleur acteur dans un second rôle
- Jared Leto pour le rôle de Rayon dans Dallas Buyers Club
  - Barkhad Abdi pour le rôle de Abduwali Muse dans Capitaine Phillips (Captain Phillips)
  - Bradley Cooper pour le rôle de Richie DiMaso dans American Bluff (American Hustle)
  - Michael Fassbender pour le rôle d'Edwin Epps dans Twelve Years a Slave
  - Jonah Hill pour le rôle de Donnie Azoff dans Le Loup de Wall Street (The Wolf of Wall Street)

### Meilleure actrice dans un second rôle
- Lupita Nyong'o pour le rôle de Patsey dans Twelve Years a Slave
  - Sally Hawkins pour le rôle de Ginger dans Blue Jasmine
  - Jennifer Lawrence pour le rôle de Rosalyn Rosenfeld dans American Bluff (American Hustle)
  - Julia Roberts pour le rôle de Barbara Weston dans Un été à Osage County (August: Osage County)
  - June Squibb pour le rôle de Kate Grant dans Nebraska

### Meilleur scénario original
- Her – Spike Jonze
  - American Bluff (American Hustle) – Eric Singer et David O. Russell
  - Blue Jasmine – Woody Allen
  - Dallas Buyers Club – Craig Borten et Melisa Wallack
  - Nebraska – Bob Nelson

### Meilleur scénario adapté
- Twelve Years a Slave – John Ridley
  - Before Midnight – Richard Linklater, Julie Delpy et Ethan Hawke
  - Capitaine Phillips (Captain Phillips) – Billy Ray
  - Le Loup de Wall Street (The Wolf of Wall Street) – Terence Winter
  - Philomena – Steve Coogan et Jeff Pope

### Meilleurs décors
- Gatsby le Magnifique (The Great Gatsby) – Catherine Martin et Beverley Dunn
  - American Bluff (American Hustle) – Judy Becker (en) et Heather Loeffler
  - Gravity – Andy Nicholson, Rosie Goodwin et Joanne Woollard
  - Her – K. K. Barrett et Gene Serdena
  - Twelve Years a Slave – Adam Stockhausen et Alice Baker

### Meilleurs costumes
- Gatsby le Magnifique (The Great Gatsby) – Catherine Martin
  - American Bluff (American Hustle) – Michael Wilkinson
  - The Grandmaster – William Chang Suk Ping
  - The Invisible Woman – Michael O'Connor
  - Twelve Years a Slave – Patricia Norris

### Meilleurs maquillages et coiffures
- Dallas Buyers Club – Adruitha Lee et Robin Mathews
  - Jackass Presents: Bad Grandpa – Stephen Prouty
  - Lone Ranger, naissance d'un héros (The Lone Ranger) – Joel Harlow et Gloria Pasqua-Casny

### Meilleure photographie
- Gravity – Emmanuel Lubezki
  - The Grandmaster (一代宗师) – Philippe Le Sourd
  - Inside Llewyn Davis – Bruno Delbonnel
  - Nebraska – Phedon Papamichael
  - Prisoners – Roger Deakins

### Meilleur montage
- Gravity – Alfonso Cuarón et Mark Sanger
  - American Bluff (American Hustle) – Jay Cassidy, Crispin Struthers et Alan Baumgarten (en)
  - Capitaine Phillips (Captain Phillips) – Christopher Rouse
  - Dallas Buyers Club – John Mac McMurphy (pseudonyme de Jean-Marc Vallée) et Martin Pensa (en)
  - Twelve Years a Slave – Joe Walker

### Meilleur design de son
- Gravity – Glenn Freemantle
  - All Is Lost – Steve Boeddeker et Richard Hymns
  - Capitaine Phillips (Captain Phillips) – Oliver Tarney
  - Du sang et des larmes (Lone Survivor) – Wylie Stateman
  - Le Hobbit : La Désolation de Smaug (The Desolation of Smaug) – Brent Burge

### Meilleur mixage de son
- Gravity – Skip Lievsay, Niv Adiri, Christopher Benstead et Chris Munro
  - Capitaine Phillips (Captain Phillips) – Chris Burdon, Mark Taylor, Mike Prestwood Smith et Chris Munro
  - Du sang et des larmes (Lone Survivor) – Andy Koyama, Beau Borders et David Brownlow
  - Le Hobbit : La Désolation de Smaug (The Desolation of Smaug) – Christopher Boyes, Michael Hedges, Michael Semanick et Tony Johnson
  - Inside Llewyn Davis – Skip Lievsay, Greg Orloff et Peter F. Kurland

### Meilleurs effets visuels
- Gravity – Tim Webber, Chris Lawrence, Dave Shirk et Neil Corbould
  - Le Hobbit : La Désolation de Smaug (The Desolation of Smaug) – Joe Letteri, Eric Saindon, David Clayton et Eric Reynolds
  - Iron Man 3 – Christopher Townsend, Guy Williams, Erik Nash et Dan Sudick
  - Lone Ranger, naissance d'un héros (The Lone Ranger) – Tim Alexander, Gary Brozenich, Edson Williams et John Frazier
  - Star Trek Into Darkness – Roger Guyett, Patrick Tubach, Ben Grossmann et Burt Dalton

### Meilleure chanson originale
- Libérée, délivrée (Let It Go) dans La Reine des neiges (Frozen) – Paroles et musique : Kristen Anderson-Lopez et Robert Lopez
  - Happy dans Moi, moche et méchant 2 (Despicable Me 2) – Paroles et musique : Pharrell Williams
  - The Moon Song dans Her – Paroles et musique : Karen O et Spike Jonze
  - Ordinary Love dans Mandela : Un long chemin vers la liberté (Mandela: Long Walk to Freedom) – Paroles et musique : U2

Nomination révoquée : Alone, Yet Not Alone dans Alone Yet Not Alone – Paroles et musique : Bruce Broughton et Dennis Spiegel,,

### Meilleure musique de film
- Gravity – Steven Price
  - Dans l'ombre de Mary (Saving Mr. Banks) – Thomas Newman
  - Her – William Butler et Owen Pallett
  - Philomena – Alexandre Desplat
  - La Voleuse de livres (The Book Thief) – John Williams

### Meilleur film en langue étrangère
- La grande bellezza de Paolo Sorrentino  Italie (en italien)
  - Alabama Monroe (The Broken Circle Breakdown) de Felix Van Groeningen  Belgique  (en flamand)
  - L'Image manquante de Rithy Panh  Cambodge (en français)
  - La Chasse (Jagten) de Thomas Vinterberg  Danemark (en danois)
  - Omar (عمر) de Hany Abu-Assad  Palestine (en arabe)

### Meilleur film d'animation
- La Reine des neiges (Frozen)
  - Les Croods (The Croods)
  - Ernest et Célestine
  - Moi, moche et méchant 2 (Despicable Me 2)
  - Le vent se lève (風立ちぬ, Kaze tachinu)

### Meilleur film documentaire
- Twenty Feet from Stardom
  - The Act of Killing (Jagal)
  - Cutie and the Boxer
  - Dirty Wars
  - The Square (Al Midan)

### Meilleur court métrage (prises de vues réelles)
- Helium
  - Aquel No Era Yo
  - Avant que de tout perdre
  - Pitääkö Mun Kaikki Hoitaa?
  - The Voorman Problem

### Meilleur court métrage (documentaire)
- The Lady in Number 6: Music Saved My Life
  - CaveDigger
  - Facing Fear
  - Karama Has No Walls
  - Prison Terminal: The Last Days of Private Jack Hall

### Meilleur court métrage (animation)
- Mr. Hublot 
  - À cheval ! (Get a Horse !)
  - Feral
  - Possessions (Tsukumo)
  - La Sorcière dans les airs (Room on the Broom)

## Oscars spéciaux
Remis au cours de la 5e cérémonie des Governors Awards qui s'est déroulée le 16 novembre 2013 au Ray Dolby Ballroom at Hollywood & Highland Center.

### Oscars d'honneur
Pour récompenser de façon extraordinaire l'ensemble d'une carrière, des contributions exceptionnelles au service des arts et des sciences du cinéma, ou encore un service rendu à l'Académie.
- Angela Lansbury
- Steve Martin
- Piero Tosi[17]

### Jean Hersholt Humanitarian Award
Pour un individu membre de l'industrie cinématographique dont les efforts humanitaires ont fait bénéficier l'ensemble de l'industrie.
- Angelina Jolie[17]

## Statistiques

### Nominations multiples
- 10 : American Bluff, Gravity
- 9 : Twelve Years a Slave
- 6 : Capitaine Phillips, Dallas Buyers Club, Nebraska
- 5 : Her, Le Loup de Wall Street
- 4 : Philomena
- 3 : Blue Jasmine, Le Hobbit : La Désolation de Smaug
- 2 : Un été à Osage County, Du sang et des larmes, Inside Llewyn Davis, Gatsby le Magnifique, Lone Ranger, naissance d'un héros, The Grandmaster, Moi, moche et méchant 2, La Reine des neiges

### Récompenses multiples
- 7 / 10 : Gravity
- 3 / 9 : Twelve Years a Slave
- 3 / 6 : Dallas Buyers Club
- 2 / 2 : Gatsby le Magnifique
- 2 / 2 : La Reine des neiges

### Les grands perdants
- 1 / 5 : Her
- 1 / 3 : Blue Jasmine
- 0 / 10 : American Bluff
- 0 / 6 : Capitaine Phillips
- 0 / 6 : Nebraska
- 0 / 5 : Le Loup de Wall Street
- 0 / 4 : Philomena
- 0 / 3 : Le Hobbit : La Désolation de Smaug

## Faits marquants
L'acteur Jared Leto, le premier lauréat de la cérémonie pour l'Oscar du meilleur acteur dans un second rôle, a prononcé un long discours de plus de deux minutes. Après avoir remercié sa mère, il a intelligemment évoqué l'actualité avec les conflits en Ukraine et au Venezuela, ainsi que la lutte contre le SIDA, reprenant le thème du film dans lequel il apparaissait, Dallas Buyers Club. Plusieurs commentateurs ont qualifié son intervention de « meilleur discours des Oscars 2014 »,.
La présentatrice Ellen DeGeneres a pendant la cérémonie proposé à plusieurs acteurs de prendre un selfie avant de la mettre en ligne sur Twitter. La photo a été retweetée plus d'un million de fois en moins de quarante minutes, faisant de celle-ci le tweet le plus partagé de l'histoire du réseau social ce qui a engendré des problèmes techniques importants sur Twitter pendant quelques dizaines de minutes.